# Messimy
Messimy ist eine französische Gemeinde  mit 3565 Einwohnern (Stand: 1. Januar 2022) im Département Rhône in der Region Auvergne-Rhône-Alpes. Sie gehört zum Arrondissement Lyon und zum Kanton Brignais. Die Einwohner heißen Messimois(es).

## Geographie
Die zum Weinbaugebiet Coteaux du Lyonnais gehörende Gemeinde Messimy liegt etwa zehn Kilometer westsüdwestlich von Lyon am Fluss Garon.

### Nachbargemeinden
Umgeben wird Messimy von Vaugneray im Norden und Nordwesten, Brindas im Norden und Nordosten, Soucieu-en-Jarrest im Süden und Südosten, Thurins im Süden und Südwesten sowie von Yzeron im Westen.

## Bevölkerungsentwicklung
| Jahr                       | 1962 | 1968 | 1975 | 1982 | 1990 | 1999 | 2006 | 2017 |
| Einwohner                  | 957  | 1154 | 1384 | 1605 | 2017 | 2696 | 3128 | 3381 |
| Quellen: Cassini und INSEE |      |      |      |      |      |      |      |      |

## Sehenswürdigkeiten
- Romanische Kapelle aus dem 12. Jahrhundert
- Wehrhaus Chatelaise und Schloss Feuillade
- Rathaus